# I. Osred northumbriai király

I. Osred (kb. 697 – 716) Northumbria királya volt 705-től haláláig. 
Osred Aldfrith király fia volt, akinek egyetlen ismert felesége a wessexi Cuthburh, de nem tudjuk biztosan hogy ő volt-e Osred anyja. Aldfirth halála után Osred nem közvetlenül került a trónra, mert előbb I. Eadwulf szerezte meg a hatalmat, akit azonban néhány hónappal később elűztek. Osred ekkor még gyerekkorú volt és a királyságot a nagyhatalmú Wilfrid püspök kormányozta, valószínűleg olyan főurak (ealdormanok) segítségével, mint a névről ismert Berhtfrith. Wilfrid 709-ben meghalt, ami a jelek szerint ingatta meg a királyság stabilitását. Northumbria belső stabilitásáról tanúskodik az is, hogy a bitorló Eadwulf nagyon gyorsan megbukott; a helyzet azonban Osred uralmát követően gyorsan megromlott.
711-ben Berhtfrith a Forth folyó felső szakaszánál nagy győzelmet aratott a piktek fölött, de ettől eltekintve Osred uralkodása eseménytelennek tekinthető. Egyes egyházi források Osredet kicsapongó, parázna életmódot folytató fiatalemberként írják le, aki apácákat csábított el. Ezzel szemben Bede dicséri és Jósiáshoz hasonlítja. Aethelwulf 9. századi De abbatibus c. költeményében szavakban és tettekben egyaránt energikus uralkodónak, harcos és merész királynak írja le; ugyanekkor azonban meggondolatlannak és élvhajhásznak, valamint olyan zsarnoknak, aki politikai ellenfeleit kolostorba kényszerítette.
Osred 715-ben vagy 716-ban vált nagykorúvá és röviddel később megölték. Halálának módja nem ismert pontosan, az Angolszász krónika csak annyit ír, hogy a "határtól délre" ölték meg, ami feltehetően a pikt határ volt és egy ellenük vívott összecsapásban elesett. 

## Fordítás
- Ez a szócikk részben vagy egészben  a   Coenred of Northumbria című angol Wikipédia-szócikk fordításán alapul.  Az eredeti cikk szerkesztőit annak laptörténete sorolja fel. Ez a jelzés csupán a megfogalmazás eredetét és a szerzői jogokat jelzi, nem szolgál a cikkben szereplő információk forrásmegjelöléseként.

| Előző uralkodó: I. Eadwulf | Northumbria királya 705 – 716 | Következő uralkodó: Cœnred |